# Marc Cornelis Willem du Tour van Bellinchave
Marc Cornelis Willem, baron du Tour van Bellinchave, né le 9 février 1764 à Weerselo et mort le 3 avril 1850 à Leeuwarden, est un militaire et homme politique néerlandais. 

## Biographie
Marc Cornelis Willem du Tour van Bellinchave est le fils du colonel David Constantijn du Tour et de Golda Catharina Elsebé Everdina van Bellinchave, et le grand-père de Marc Willem du Tour van Bellinchave.
Du Tour suivit la carrière militaire et arriva au grade de capitaine. Il devient conseiller au Commissariat-général du département de la Frise le 8 janvier 1814, membre des États provinciaux pour la Frise du 19 septembre 1814 au 18 octobre 1836 (pour la Chevalerie, grietenij Het Bildt), membre de la Députation provinciale de la Frise du 15 octobre 1814 au 18 octobre 1836.
Le baron du Tour fut élu à la Première Chambre des États généraux du royaume des Pays-Bas du 18 octobre 1836 au 29 avril 1848.

## Distinctions
- Commandeur de l'ordre du Lion néerlandais